# Archivio Libri Italiani su Calcolatore Elettronico
L'Archivio Libri Italiani su Calcolatore Elettronico (ALICE) è una base di dati comprendente tutti i titoli pubblicati nell'area linguistica italiana disponibili in commercio e, inoltre, i titoli dei libri esauriti a partire dal 1979.È di proprietà di Messaggerie Italiane S.p.A.
I dati raccolti sono suddivisi in tre sezioni: libri, editori e distributori, con una banca dati per ciascuno di essi.
I titoli complessivi al 2012 ammontano a 1.120.000, suddivisi tra 650.000 titoli ancora in commercio e 464.000 titoli esauriti. Sono anche annunciate le novità di prossima uscita.
Le case editrici sono 9.300. Il catalogo distributori (650 operatori) fornisce ai librai l'indicazione che consente loro di rifornirsi dei singoli titoli.
Il catalogo è disponibile a partire dal 1985 (inizialmente come CD e poi via world wide web) curata dalla società Informazioni Editoriali del gruppo Messaggerie Italiane, che ha mantenuto un ruolo di leader in Italia nello specifico settore della gestione di database e degli altri di servizi informativi per l'editoria.
ALICE è poi stata affiancata da e-kitāb per quello che riguarda il catalogo degli e-book italiani in commercio, e dal catalogo degli home video.